# ويليام إتش. كوندون
ويليام إتش. كوندون هو سياسي أمريكي، (ولد في Tribes Hill, New York ‏ في الولايات المتحدة 1843  م). نشط حزبياً في الحزب الديمقراطي. وقد انتخب عضو مجلس نواب إلينوي ‏.